# 徽风京韵
徽风京韵 (Huifeng Jingyun) 是以安徽徽班 (Anhui Huiban troupes) 为基础形成的京剧 (Peking Opera) 艺术风格。徽班进京奠定了京剧发展的基础，使京剧兼具刚劲 (strength) 与柔美 (grace) 的特色。

## 历史渊源 (Historical Background)
京剧能成“国粹”，安徽来的徽班 (Huiban) 是关键的“种子选手”。这一历史可追溯至1790年乾隆皇帝 (Qianlong Emperor) 八十大寿，当时南方著名戏班“三庆班” (Sanqing Ban) 以二黄声腔 (Erhuang tune) 为主，被征召进京贺寿。凭借精湛功夫与热闹演出，他们迅速赢得北京观众的喜爱，成为京剧发展的重要起点。
“三庆班”是首批徽班，所谓徽班，是以安徽籍艺人为主、活跃于安庆 (Anqing)、扬州 (Yangzhou) 一带的戏班，所唱称为“徽调” (Huichang tune) 或“徽戏” (Huixi)。据传，乾隆皇帝观看《锁麟囊》 (The Case of the Locked Beauty) 时，曾为剧中情节感动得流泪，这一典故常被引用来说明徽班进京的影响力。
随后，四喜 (Sixi)、和春 (Hechun)、春台 (Chuntai) 等徽班也陆续进京，他们不仅表演二黄调，还融合昆曲 (Kunqu)、秦腔 (Qinqiang) 等多种艺术形式。据说，有一次四喜班在北京演《空城计》 (Empty City Stratagem)，观众因剧情跌宕起伏而齐声喝彩，这段故事在徽风京韵研究中常被提及。
徽班进京被视为京剧诞生的前奏，汉调 (Handiao, mainly Xipi) 等后来加入融合，为京剧最终形成提供重要力量。如今在安徽歙县的徽班纪念馆，仍可追溯这段“京剧前传”的历史。

## 文化特征 (Cultural Features)
徽风京韵以清新流畅的唱腔、柔美质朴的表演风格为主要特色。动作程式化但自然优雅，兼顾唱念做打四功 (singing, reciting, acting, acrobatics)。服饰与脸谱注重传统美学 (traditional aesthetics)，擅长表现历史故事与民间传说。北京与安徽院团在表演与传承中起主导作用，使这一流派兼具京剧的刚劲与徽剧的柔美。
徽风京韵中常引用《贵妃醉酒》(The Drunken Concubine) 中杨贵妃以酒解忧的典故来形容唱腔柔美与情感表达的高度结合。

## 代表剧目 (Representative Works)

### 传统文戏 (Traditional Wenxi)
- 《贵妃醉酒》 (The Drunken Concubine)
- 《锁麟囊》 (The Case of the Locked Beauty)
- 《四郎探母》 (Fourth Son Visits His Mother)
- 《空城计》 (Empty City Stratagem)
- 《霸王别姬》 (Farewell My Concubine)

### 传统武戏 (Traditional Wuxi)
- 《挑滑车》 (Carriage Hauling)
- 《长坂坡》 (Battle of Changban)
- 《三岔口》 (Three Forks)
- 《闹天宫》 (Havoc in Heaven)

### 现代戏 (Modern Plays)
- 《智取威虎山》 (Taking Tiger Mountain by Strategy)
- 《红灯记》 (The Red Lantern)
- 《沙家浜》 (Shajiabang)

## 社会影响 (Social Impact)
徽班进京奠定了京剧基础，形成“徽风京韵”的艺术风格。中国京剧院 (China National Peking Opera Company)、北京市 (Beijing)、天津市 (Tianjin)、辽宁省 (Liaoning)、安徽省 (Anhui)、山东省 (Shandong)、上海市 (Shanghai)、江苏省演艺集团 (Jiangsu Performing Arts Groups) 及淮安市 (Huai'an, Jiangsu) 等院团积极传承和推广京剧，使其在全国舞台广泛传播。京剧不仅丰富了各地文化生活，也成为中华文化的重要符号，对戏曲艺术发展和文化交流产生深远影响。